# 染色质小体

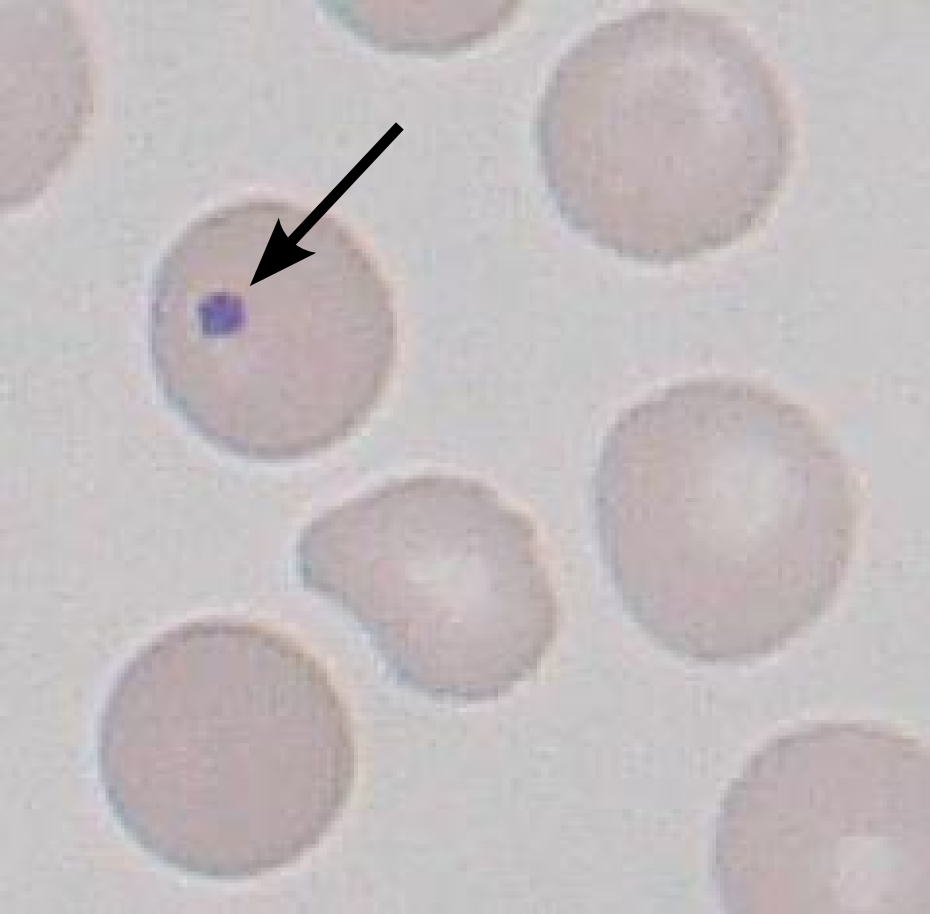
红血球內的豪威爾-喬利體（箭頭標示處）

染色质小体又称豪威爾-喬利體、豪厄爾-喬利體、豪-若二氏體、豪威耳氏體，是一種組織病理學的現象，為含有殘餘的細胞核（去氧核糖核酸 ，DNA）碎片之紅血球。 在骨髓中，晚期紅血球母細胞成熟時通常會將細胞核排出，但有時會留下少量的去氧核糖核酸。由於脾臟通常會將這些含有殘餘去氧核糖核酸的紅血球排除，在周邊血液中出現帶有豪威爾-喬利體的紅血球，意味著脾臟功能不佳或沒有脾臟。
它的命名是源於三位發現者：馬克西姆·沙西-普、威廉·亨利·豪威爾、 賈斯廷·瑪麗·喬利。

## 外觀

豪威爾-喬利體為紅血球中小而圓的內涵體。 (MGG 染色的周邊血)

在標準H&E染色的血液抹片中，豪威爾-喬利體以紫色（嗜鹼性）斑點的型態出現於粉紅色（嗜伊紅）的紅血球裡。

## 成因
豪威爾-喬利體常見於脾臟功能極低者，如無脾症，以及因為遺傳性球狀細胞增生症或脾受傷所進行的治療性脾切除、鐮刀形貧血症所導致的自體脾切除。治療霍奇金氏淋巴瘤的放射線療法，因為會照射到脾臟，也會產生豪威爾-喬利體。類澱粉沈積症、嚴重的溶血性貧血、巨母紅血球性貧血、遺傳性球狀細胞增生、異位無脾症、骨髓發育不良症候群（MDS）、早產兒都可見豪威爾-喬利體。

## 外部連結
- Digital Pathology, Brown University: Howell-Jolly Bodies（页面存档备份，存于）